# Abucsa
Abucsa (románul: Abucea) falu Romániában, Erdélyben, Hunyad megyében.

## Fekvése
Dévától 32 km-re keletre, a Maros bal partján fekszik. Területének 69%-a erdő.

## Története
Először 1491-ben említették, Habwcha alakban, majd 1750-ben mai nevén. 1526-ban a lapugyi Bár család birtokolta.
Lakossága 1785-ben 102 zsellérből állt. Legnagyobb birtokosa 1909-ben a budapesti Lázár Lajos és a dobrai határőralap volt.

## Népessége
- 1785-ben 102 fő lakta. Ugyanazon évben a vármegyei hatóságok tizenöt, az ortodox egyház tizenkét ortodox családfővel írta össze.[1]
- 1850-ben 158 lakosából 127 volt román és 30 magyar nemzetiségű; 127 ortodox, 18 református és 13 római katolikus vallású.
- 2002-ben 59 román és 1 magyar nemzetiségű lakosa volt; 55 ortodox, 4 pünkösdista és 1 görögkatolikus vallású.

## Látnivalók
- 18. századi ortodox fatemplom.

## Képek

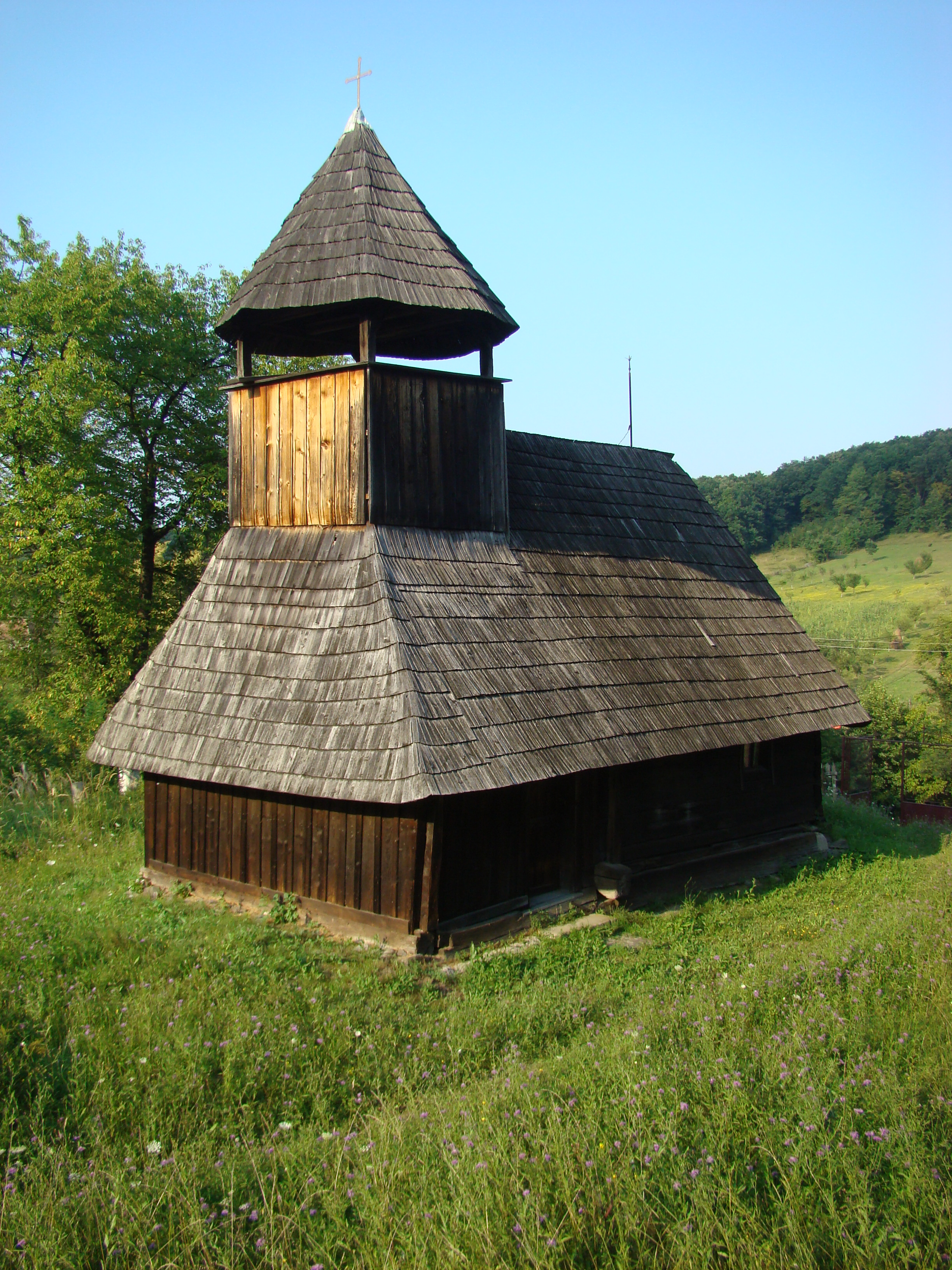
A fatemplom